# Басакидис, Костас
Ко́стас Басаки́дис (греч. Κώστας Μπασακίδης; 1918 — 14 марта 1949) — греческий офицер, командир подразделений Народно-освободительной армии Греции (ЭЛАС) и Демократической армии Греции (ДСЭ) на полуострове Пелопоннес.

## Молодость

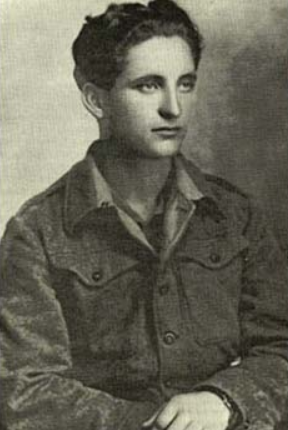
Костас Басакидис в начале 40-х годов

Басакидис родился в 1918 году в селе Амфитеа Мессении.
Приходился племянником генерал-лейтенант Панайотису Басакидису, который в период 1930—1931 был начальником пехотного училища в городе Халкис, и позже, в 1945 году, военным правителем Пелопоннеса.
В 1936 году Костас Басакидис поступил в Военное училище эвэлпидов, которое закончил в августе 1940 года, в звании младшего лейтенанта пехоты, после чего был направлен в 15-й пехотный полк.
Через два месяца, 28 октября 1940 года началась Греко-итальянская война, в которой Басакидис принял участие, командуя взводом 1-й пулемётной роты 15-го пехотного полка. Басакидис отличился на поле боя и был представлен к награждению Военным крестом III степени.

## Сопротивление
Греческие победы в Эпире, а затем в Албании, вызвали вмешательство Гитлеровской Германии, которая пришла на выручку своему итальянскому союзнику.
С началом тройной, германо-итало-болгарской, оккупации Греции, Басакидис вернулся на Родину. Первоначально он связался с организацией «Национальная армия» (Εθνικός Στρατός) и возглавил вооружённый отряд этой организации.
Однако после того как силы прокоммунистической Народно-освободительной армии Греции (ЭЛАС) разоружили эту организацию в октябре 1943 года, он добровольно вступил в ряды ЭЛАС.
Деятельность Басакидиса в ЭЛАС отмечена успехами в боях против оккупантов и коллаборационистов, а также спасением от возможного расстрела своих бывших товарищей из правой организации «Национальная армия», оказавшихся в плену партизан ЭЛАС.
Командуя 5-й пулемётной ротой 2-го батальона IX полка ЭЛАС Пелопоннеса:195, принял участие в боях у Агиос Флорос, у Казарма Мессении, за городок Мелигалас 6 апреля 1944 года, за город Месини, за Андруса и Влахокерасия, Аркадия и др.
В сентябре 1944 года принял участие в кровавом сражении за Мелигалас, между частями ЭЛАС и частями коллаборационистов, не сдававших оружие в ожидании подхода англичан.
Басакидис сыграл решающую роль в этом сражении, взяв на третий день господствующую над городом высоту Св. Ильи:228.

## Гражданская война
После освобождения страны, Басакидис, как и тысячи других коммунистов и участников Сопротивления, был гоним правым правительством и был заключён в тюрьму в городе Навплион. После того как т. н. «Белый террор» монархистов привёл страну в 1946 году к Гражданской войне (1946—1949), Барсакидис примкнул к Демократической армии Греции (ДСЭ) и с февраля 1947 года стал военным руководителем при штабе ДСЭ Пелопоннеса.
К концу 1947 года, Басакидис принял командование силами ДСЭ в Ахайе — Элиде.
В начале ноября 1948 года Басакидис принял управление отделом операций III дивизии ДСЭ:864.
Погиб 14 марта 1949 года, в ходе боя за высоту Драковуни της недалеко от древней Мантинеи, Аркадия.

## Посмертное признание
В 1985 году, после запоздавшего официального признания Народно-освободительной армии Греции (ЭЛАС), Басакидису посмертно было присвоено звание подполковника.